# Alfonso Bobadilla
 (décembre 2021).
Pour les articles homonymes, voir Bobadilla (homonymie).
Alfonso Bobadilla (né le 19 novembre 1951) est un cavalier chilien de saut d'obstacles.

## Carrière
Alfonso Bobadilla participe aux Jeux olympiques d'été de 1984 à Los Angeles. L'équipe chilienne est aussi composée d'Américo Simonetti, d'Alfredo Sone et de Victor Contador qui ont pris part à l'épreuve individuelle. Il finit 14e et avant-dernier.